# Welcome 2 Detroit (singel)
Welcome 2 Detroit – pierwszy singiel z albumu Trick-Tricka The People vs. W piosence występują gościnnie Eminem i hip-hopowa grupa Trick-Tricka, Goon Sqwad. Singiel zadebiutował na 100. miejscu listy Billboard Hot 100.

## Teledysk
Akcja teledysku rozgrywa się w nocnym klubie, w Detroit. Występują tam również raperzy Fat Joe, Eminem i pod koniec Proof z grupy Eminema, D12.

## Lista utworów
- CD Single

1. „Welcome 2 Detroit” (Producent: Eminem) – 4:45

## Notowania
| Notowanie (2005–2006)    | Najwyższa pozycja |
| ------------------------ | ----------------- |
| Finnish Singles Chart    | 12                |
| German Singles Chart     | 25                |
| Australian Singles Chart | 53                |
| U.S. Billboard Hot 100   | 100               |